# English Opera Group
L'English Opera Group era una piccola compagnia di musicisti britannici formata nel 1947 dal compositore Benjamin Britten, insieme a John Piper ed Eric Crozier, con lo scopo di presentare le sue opere liriche e quelle di altri compositori, principalmente britannici. Il gruppo successivamente fu ampliato per presentare lavori su larga scala, e fu ribattezzato English Music Theatre Company. L'organizzazione produsse la sua ultima opera e cessò di funzionare nel 1980.

## English Opera Group
Sfuggendo alle politiche interne del Sadler's Wells Opera alla fine del 1945, Britten ed i cantanti Joan Cross e Peter Pears, insieme con il designer Piper e il produttore Crozier fondarono l'English Opera Group. L'obiettivo della nuova compagnia era quello di dare le anteprime delle opere di Britten e di presentare altre opere su piccola scala, per lo più britanniche. Il primo progetto della compagnia fu quello di rappresentare la prima dell'opera da camera di Britten Albert Herring e dare ulteriori spettacoli della sua opera The Rape of Lucretia, durante un tour di teatri inglesi ed europei. La compagnia inoltre commissionò e presentò un nuovo pezzo di Lennox Berkeley, un arrangiamento dello Stabat Mater. Nonostante i sussidi notevoli, tuttavia, i costi del tour non poterono essere recuperati, in modo che Britten e gli altri amministratori del gruppo decisero che la compagnia avrebbe dovuto avere una sede in patria. Questa fu la ragione principale per l'inaugurazione del Festival di Aldeburgh nel 1948.
La prima opera commissionata dal gruppo, The Sleeping Children di Brian Easdale, fu presentata in anteprima nel 1951. Rappresentò la prima del Nord America de Il giro di vite di Britten al Festival di Stratford in Canada nel 1957. Oltre ad altri nuovi lavori di Britten, il gruppo commissionò e produsse altri undici nuove opere di compositori britannici. Il gruppo diede anche la prima inglese dell'opera di Francis Poulenc Les mamelles de Tirésias nel 1958. Inoltre eseguì opere più vecchie, come Aci e Galatea, L'opera del mendicante, Idomeneo, Iolanta, La rondine e Trial by Jury, nonché opere di Henry Purcell e Gustav Holst.
La Royal Opera House di Londra assunse la gestione del gruppo nel 1961. Nel 1971 Steuart Bedford fu nominato direttore musicale, e Colin Graham divenne direttore delle produzioni.

## Compagnia English Music Theatre
Nel 1975 il gruppo fu ampliato per essere in grado di produrre sia opere che operette e musical, oltre ad opere liriche. Così come appariva a festival come quello di Aldeburgh, la compagnia intraprese tournée regionali e stagioni di spettacoli annuali presso il Teatro Sadler's Wells a Londra. Il fondatore e leader della società fu Colin Graham. Una delle loro produzioni del 1976 era L'opera da tre soldi di Kurt Weill, diretta dal giovane Simon Rattle. Dopo una produzione finale del Sogno di una notte di mezza estate di Britten nel 1980, la compagnia fu sciolta.

## Opere in anteprima (escluso Britten)
| Anno | Opera                 | Compositore        |
| 1951 | The Sleeping Children | Brian Easdale      |
| 1954 | A Dinner Engagement   | Lennox Berkeley    |
| 1956 | Ruth                  | Lennox Berkeley    |
| 1964 | English Eccentrics    | Malcolm Williamson |
| 1967 | The Bear              | William Walton     |
|      | Castaway              | Lennox Berkeley    |

| Anno | Opera                | Compositore                  |
| 1968 | Punch and Judy       | Harrison Birtwistle          |
| 1969 | Purgatory            | Gordon Crosse (written 1966) |
|      | The Grace of Todd    | Gordon Crosse                |
| 1972 | The Visitors         | John Gardner                 |
| 1974 | The Voice of Ariadne | Thea Musgrave                |

### English Music Theatre Company
| Anno | Opera              | Compositore                      |
| 1976 | Tom Jones          | Stephen Oliver                   |
| 1978 | La Cubana          | Hans Werner Henze (written 1973) |
|      | Transformations    | Conrad Susa                      |
| 1979 | An Actor's Revenge | Minoru Miki                      |

## Ex membri importanti
- Janet Baker
- James Bowman
- Owen Brannigan
- Joan Cross
- Eric Crozier
- Nancy Evans

- Kathleen Ferrier
- Sylvia Fisher
- Colin Graham
- Heather Harper
- Della Jones
- Thomas Lawlor

- Norman Lumsden
- Benjamin Luxon
- Peter Pears
- Anthony Rolfe Johnson
- John Shirley-Quirk
- Robert Tear

- Jennifer Vyvyan
- Olive Zorian